# Surdulica (općina)
Surdulica (općina) (ćirilično: Општина Сурдулица) je općina u Pčinjskom okrugu na jugu Središnje Srbije. Središte općine je grad Surdulica. 

## Zemljopis
Po podacima iz 2004. općina zauzima površinu od 628 km², nalazi se na jugu Srbije na granici s Bugarskom.

## Stanovništvo
Prema popisu stanovništva iz 2002. godine u općini živi 22.190 stanovnika, raspoređenih u 41 naselje .

## Naselja
Općina Surdulica sastoji se od 41 naselja od kojih je jedan grad i 40 seoskih naselja.

### Naselja
| - Alakince - Bacijevce - Belo Polje - Binovce - Bitvrđa - Božica - Vlasina Okruglica - Vlasina Rid - Vlasina Stojkovićeva - Vučadelce - Gornja Koznica | - Gornje Romanovce - Groznatovci - Danjino Selo - Dikava - Donje Romanovce - Drajinci - Dugi Del - Dugojnica - Zagužanje - Jelašnica - Kalabovce | - Kijevac - Klisura - Kolunica - Kostroševci - Leskova Bara - Masurica - Mačkatica - Novo Selo - Palja - Rđavica - Stajkovce | - Strezimirovci - Suvojnica - Surdulica - Suhi Dol - Topli Do - Topli Dol - Troskač - Ćurkovica |